# Pinto Colvig
Vance DeBar "Pinto" Colvig (11 de septiembre de 1892 - 3 de octubre de 1967) fue un actor de vodevil, y de radio, dibujante para periódicos, prolífico actor de voz, y artista de circo, cuya atracción era tocar el clarinete desafinando y haciendo muecas.

## Vida personal
Colvig nació en Jacksonville, Oregón, uno de los siete hijos del juez William Mason Colvig (1845-1936) y de su esposa Adelaide Birdseye Colvig (1856-1912). Se graduó en la Universidad Estatal de Oregón en 1911 a los 18 años.
En abril de 1916 contrajo matrimonio con Margaret Bourke Slavin (1892-1950), y se trasladaron a San Francisco, donde nacieron cuatro de sus cinco hijos (el menor nació en Los Ángeles).
El 4 de enero de 1952, casi dos años después de fallecer su primera esposa (madre de todos sus hijos) contrajo segundas nupcias con Peggy Bernice Allaire (1909-1973), en Jacksonville, Oregón.
Fue fumador durante toda la vida, y la vez fue uno de los pioneros en la promoción de etiquetas de advertencia sobre el riesgo de cáncer en los paquetes cigarrillos en los Estados Unidos. También fue el padre del fallecido actor Vance DeBar Colvig, que murió el 3 de marzo de 1991, seis días antes de cumplir los 73 años. Él fue su hijo mayor.

## Carrera
Colvig es probablemente más conocido como la voz de Goofy y la de Bozo el Payaso, un papel que desempeñó durante todo un decenio desde 1946. También fue la voz del cerdito Cacofe, que construyó la "casa de ladrillos" en el corto de Disney Los Tres Cerditos, así como ambos enanitos, Dormilón y Gruñón, en Blancanieves y los Siete Enanitos, y los ladridos del perro Pluto. Colvig no sólo trabajó para el estudio de Disney, sino también para el Estudio de animación de Warner Bros., Estudios Fleischer (Bluto, Gabby), y MGM, donde puso la voz de Munchkin en El mago de Oz.

## Muerte
Colvig murió de cáncer de pulmón el 3 de octubre, de 1967 en Woodland Hills, Los Ángeles, California a la edad de 75 años. Fue enterrado en el Cementerio de Holy Cross en Culver City, California.